# 毛拉拉藤
毛拉拉藤（学名：Galium elegans var. velutinum）为茜草科拉拉藤属下的一个变种。

## 扩展阅读
- 維基物種上的相關：毛拉拉藤